# Charlotte Olivier
Charlotte von Mayer, coniugata Olivier (San Pietroburgo, 21 ottobre 1864 – Le Mont-sur-Lausanne, 8 giugno 1945), è stata un medico russo naturalizzato svizzero, nota per il suo impegno, condiviso dal marito, contro la tubercolosi.
Compì gli studi medici a Losanna e conseguì nel 1897 il dottorato. Fu assistente del chirurgo César Roux fino al 1898, dunque aprì una modesta clinica in Russia, che diresse. Tornata in Svizzera, sposò nel 1901 Eugène Olivier (1868 – 1955), divenuto anch'egli medico a Losanna. Assieme a Eugène, affetto da tubercolosi, si stabilì presso Leysin fino al 1905, quando il marito poté riprendere l'attività medica a Trélex. Ella s'impegnò con lui nella lotta a questa malattia, attraverso varie iniziative fra cui la formazione di infermiere e il reclutamento di volontarie. Furono entrambi membri della "Lega vodese contro la tubercolosi", di cui Eugène diventò il segretario generale. Insieme fondarono e diressero, dal 1911 al 1931, l'Istituto di cure d'aria di Sauvabelin. Charlotte fu inoltre un membro attivo della Chiesa evangelica.